# Караманико (Кјети)
Караманико (итал. Caramanico) је насеље у Италији у округу Кјети, региону Абруцо.
Према процени из 2011. у насељу је живело 28 становника. Насеље се налази на надморској висини од 17 м.